# Viliam Schrojf
Viliam Schrojf (Bratislava, 2 agosto 1931 – Bratislava, 1º settembre 2007) è stato un calciatore cecoslovacco, di ruolo portiere.

## Biografia
È morto il 1º settembre del 2007, all'età di 76 anni.

## Carriera
Ha partecipato a tre edizioni del Campionato del mondo di calcio con la nazionale cecoslovacca: nel 1954, nel 1958 e nel 1962, dove la Cecoslovacchia è riuscita a raggiungere il secondo posto, anche grazie alle parate di Schrojf.

## Palmarès

### Club
- Campionato cecoslovacco: 1

Slovan Bratislava: 1955
- Coppa di Cecoslovacchia: 2

Slovan Bratislava: 1961-1962, 1962-1963

### Individuale
- All Star Team dei Mondiali: 1

Cile 1962